# B-1 (潜水艦)
|          |                                                 |
| 艦歴     |                                                 |
| 発注     |                                                 |
| 起工     | 1905年9月5日                                    |
| 進水     | 1907年3月30日                                   |
| 就役     | 1907年10月18日                                  |
| 退役     | 1921年12月1日                                   |
| その後   | 1922年に標的艦として海没処分                    |
| 除籍     | 1921年12月1日                                   |
| 性能諸元 |                                                 |
| 排水量   | 水上 145トン、水中 173トン                      |
| 全長     | 82 ft 6 in (25.1 m)                             |
| 全幅     | 12 ft 6 in (3.8 m)                              |
| 吃水     | 10 ft 6 in (3.2 m)                              |
| 機関     | ガソリンエンジン、電動モーター、250 hp、1軸推進 |
| 最大速   | 水上 9ノット (17 km/h) 水中 8ノット (15 km/h)   |
| 乗員     | 士官、兵員10名                                  |
| 兵装     | 18インチ魚雷発射管2門                           |

B-1 (USS B-1, SS-10) は、アメリカ海軍の潜水艦。B級潜水艦の1番艦。当初の艦名はバイパー (USS Viper) であった。バイパーの名を持つ艦としては3隻目。

## 艦歴
バイパーは1905年9月5日にマサチューセッツ州クインシーのフォアリバー造船所で起工した。1907年3月30日にローレンス・Y・スピア夫人によって命名、進水し、1907年10月18日に艦長D・C・ギンガム大尉の指揮下就役する。バイパーは大西洋艦隊、第2潜水小艦隊に配属された。
バイパーは大西洋岸を巡航し、訓練および演習を行った後、1909年11月30日にチャールストン海軍工廠で予備役となる。1910年4月15日に再就役し、大西洋水雷艦隊と共に活動、1911年5月9日にチャールストン海軍工廠で予備役水雷グループ入りする。1911年11月17日に B-1 と改名された。
B-1 は1914年4月にバージニア州ノーフォークに牽引され、給炭艦ヘクター (USS Hector, AC-7) に積み込まれフィリピンに運ばれる。1915年3月24日にルソン島のオロンガポに到着し、4月15日にヘクターの艦上から進水、再就役した。
B-1 は1915年5月19日にアジア艦隊水雷小艦隊、第1潜水分艦隊に配属され、その後マニラ湾で第2潜水分艦隊と共に活動した。1921年12月1日、B-1 はフィリピンのカヴィテで退役し、標的艦として海没処分された。